# Ягня на забій
«Ягня за забій» - це оповідання Роальда Дала, написане в 1953 році. Спочатку, The New Yorker відмовився друкувати твір, та у вересні 1953-го, він все ж був опублікований у Harper's Magazine. Оповідання було адаптовано для епізоду американського телесеріалу Альфред Гічкок представляє (Alfred Hitchcock Presents), у якому знялися Барбара Бел Геддес і Гарольд Дж. Стоун. Епізод був одним із 17-ти сюжетів телесеріалу, знятих під режисерським керівництвом Гічкока. Епізод зайняв 59 місце серед ста найкращих епізодів за версією TV Guide у 2009 році. Оповідання було адаптовано для британського серіалу Дала Невигадані історії. Твір увійшов у збірку Такий як і ти. Елемент розповіді про те, як домогосподарка вбила свого чоловіка і залучила поліцейських до знищення доказів, використав Педро Альмодовар у своєму фільмі 1984 року За що мені це?.
«Ягня на забій» висвітлює захоплення автора елементами чорної комедії, що простежується як у його художній літературі для дорослих, так і в оповіданнях для дітей. Ймовірно, Ян Флемінг, друг Дала, надихнув автора на написання твору: «Чому б дружині не прикінчити свого чоловіка замерзлим баранячим стегном, яке потім подати у вигляді страви детективам, які розслідують вбивство».

## Сюжет
Мері Мелоні є антигероїнею твору. Незважаючи на те, що вона віддана та добра дружина, Мері одержима своїм чоловіком Патріком. Мері при надії, і як хазяйновита домогосподарка, присвячує багато часу для того, щоб створити комфортну домашню атмосферу для Патріка, який працює детективом у поліції. Вона з нетерпінням очікує його повернення додому з роботи. Мері дуже задоволена їхнім шлюбом і певна, що її чоловік теж. Повернувшись додому, Патрік поводить себе доволі дивно, і Мері припускає, що він просто втомлений після складного робочого дня. Випивши більше, ніж зазвичай, Патрік розповідає Мері, що в нього на душі. Хоча автор прямо не висвітлює наміри Патріка, та після фрази «за тобою доглядатимуть», читач розуміє, що чоловік натякає на розлучення.
До кінця не усвідомлюючи, що сталося, Мері дістає із холодильника, що стоїть у погребі, стегно ягняти, аби приготувати вечерю. Патрік, обернений спиною до дружини, наполегливо просить її не готувати, адже він не залишатиметься вдома. Поки чоловік дивиться у вікно, Мері раптово б'є його по потилиці замороженим стегном ягняти і миттєво вбиває Патріка.
Мері усвідомлює, що Патрік мертвий, і починає без будь-яких докорів сумління роздумувати над тим, що їй робити далі. Героїня знає, яку відповідальність вона нестиме за законом, і розуміючи, що вона при надії, вирішує не ризикувати долею дитини. Мері повинна приховати злочин заради блага дитини. Вона готує стегно ягняти в духовці, аби знищити речові докази. Потім жінка починає думати про своє алібі. Відтренувавши щасливий вираз обличчя та декілька безтурботних реплік, Мері йде в продуктовий магазин і говорить з продавцем про те, що ж приготувати Патріку на вечерю. Після повернення додому, побачивши в кімнаті мертвого чоловіка, вона починає плакати та викликає поліцію.
Коли поліцейські (друзі Патріка) прибули, вони розпитують Мері та оглядають місце злочину. Викресливши Мері зі списку підозрюваних, поліція робить висновок, що зловмисник пробрався до житла та вбив Патріка великим тупим об’єктом, скоріш за все зробленим з металу. Поки чоловіки обшукують будинок, щоб знайти знаряддя вбивства, Мері пропонує їм віскі, відволікаючи їх від розслідування. Після ретельного обшуку будинку та прилеглої території, Мері пропонує детективам страву з ягняти. Жінка зазначає, що за роботою поліцейські пропустили вечерю; чоловіки сумніваються та врешті приймають пропозицію Мері. Під час вечері, до якої героїня не доєдналася, поліцейські обговорюють можливе місцезнаходження знаряддя вбивства. Один з офіцерів з повним ротом м’яса каже, що воно «скоріш за все прямо під нашими носами». Почувши це, Мері починає тихенько сміятися.

## Адаптації

### Альфред Гічкок представляє
Гічкок інтегрує сюжет оповідання у серіал, починаючи зі сцени у супермаркеті, де герою виписують штраф за «перегородження дорожньої смуги в годину пік», хоча він стверджує, що стоїть у  крайній смузі. Згодом Патрік заявляє, що покидає Мері (у ролі Барбара Бел Геддес) заради іншої. Щодо решти сюжету - адаптація схожа на оригінал. Поліцейського детектива, який розслідує справу, зіграв Харольд Дж. Стоун. У кінці програми Гічкок пояснює, що Мері Мелоні врешті спіймали на гарячому, коли вона намагалася вбити свого другого чоловіка, використовуючи раніше відпрацьовану техніку. Проте жертві вдалося уникнути фатального кінця, оскільки «він був забудькуватим і забув увімкнути морозильну камеру в розетку» і м'ясо стало «м’яким як желе».

### Невигадані історії
У 1979 році Робін Чепмен адаптував оповідання для британського телевізійного серіалу Роальда Дала Невигадані історії зі Сьюзан Джордж у ролі Мері та Браяном Блессідом у ролі поліцейського детектива, який розслідує вбивство. Кінцівка епізоду дещо відрізняється від оповідання. Доївши стегно ягняти, четверо поліцейських піднімаються та покидають кухню. Останній з них зупиняється, обертається назад і ретельно розглядає кістку, що залишилась на тарілці. Потім він викидає рештки вечері у смітник.